# Mordvinski jezici
Mordvinski ili Mordovski jezici (ruski: мордовские языки) podskupina je uralskih jezika koji sadrži uskopovezani erzjanski (erzjamordvinski) i mokšanski (mokša, mokšamordvinski). Ta dva jezika pretežito se pričaju u Mordoviji. Prije se smatralo da su erzjanski i mokšanski jedan te isti jezik zvan mordvinski jezik. Danas ga se tretira kao malu jezičnu porodicu. Zbog razlika u fonologiji, vokabularu i gramatici, erzjanski i mokšanski nisu međusobno razumljivi. Zbog toga govornici ova dva jezika koriste ruski kao lingua francu prilikom sporazumijevanja s govornikom drugoga mordvinskoga jezika.
Oba dva mordvinska jezika imaju drugačije književne forme. Erzjanski književni jezik stvoren je 1922. godine, a mokšanski 1923. godine.
Fonološke razlike između dva jezika su:
- Mokšanski zadržava razliku kod samoglasnika /ɛ, e/, dok ih erzjanski ima spojene u glas /e/.
- U nenaglašenim slogovima, erzjanski ima samoglasničku harmoniju kao i drugi uralski jezici, koristeći [e] u riječima s prednjim samoglasnicima i [o] u riječima sa stražnjima samoglasnicima. Mokšanski jezik na tome mjestu ima jednostavni šva [ə]
- Na početku riječi erzjanski ima postalveolarnu afrikatu /tʃ/ koja u mokšanskome odgovara frikativu /ʃ/.
- Pored bezvučnih frikativa, likvide /r, rʲ, l, lʲ/ i polusamoglasnik /j/ u mokšanskome su nenaglašeni u obliku [r̥ r̥ʲ l̥ l̥ʲ ȷ̊].

Srednjovjekovni meščerski jezik možda je pripadao mordvinskima jezicima ili im je bio blizak.

## Vanjske poveznice
- Mordvinski jezici Hrvatska enciklopedija
- [neaktivna poveznica], Hrvatski obiteljski leksikon
- Mordvin language, Encyclopædia Britannica
- Мордовские языки, Velika sovjetska enciklopedija
- МОРДО́ВСКИЕ ЯЗЫКИ́  Arhivirana inačica izvorne stranice od 7. svibnja 2020. (Wayback Machine), Velika ruska enciklopedija